# Psilogramma floresica
Psilogramma floresica là một loài bướm đêm thuộc họ Sphingidae. Loài này có ở Flores ở Indonesia.